# Nuits intimes
Albums de Indochine
Génération Indochine
(2000) Paradize
(2002)
Nuits Intimes est un album acoustique d'Indochine sorti en janvier 2001, enregistré en public devant une cinquantaine de fans, au studio Davout, à Paris. 

## Liste des titres
| 1.  | Nuit intime              | 1:24 |
| 2.  | Les plus mauvaises nuits | 2:01 |
| 3.  | Tes yeux noirs           | 4:40 |
| 4.  | Atomic Sky               | 3:51 |
| 5.  | D'ici mon amour          | 4:10 |
| 6.  | Justine                  | 3:55 |
| 7.  | More...                  | 6:12 |
| 8.  | Salômbo                  | 3:04 |
| 9.  | Trois nuits par semaine  | 4:37 |
| 10. | 7000 danses              | 5:27 |
| 11. | Juste toi et moi         | 2:51 |
| 12. | À l'est de Java          | 3:18 |
| 13. | La colline des roses     | 2:01 |
| 14. | Ce soir, le ciel         | 4:15 |
| 15. | Stef II                  | 5:33 |
| 16. | Punishment Park          | 4:05 |

L'album comporte une piste cachée, 30 secondes après la fin de Punishment Park : 3e sexe - 3:17

### Single
- Justine / La Colline Des Roses / Salômbo (version acoustique, sorti le 14 novembre 2000)
- Tes yeux noirs (version acoustique, sorti le 9 janvier 2001)